# Det færøske køkken
Det traditionelle færøske køkken har igennem århundreder udviklet sig på sin egen måde på grund af Færøernes beliggenhed langt ude i Nordatlanten og er på én gang meget enkelt og særdeles komplekst.
Klimaet på øerne er ikke velegnet til dyrkning af korn og grøntsager. Derfor består traditionel færøsk mad for en stor del af kød af opdrættede dyr samt af vilde land- og havpattedyr og -fugle samt af fisk. Kartofler blev almindelige i 1800-tallet og er for de fleste uundværelig i dag og spises daglig. De gamle opbevaringsmetoder anvendes også i nutiden og det er de metoder, der giver mange færøske retter en særlig smag.
I nutiden spiser færingerne både traditionel færøsk mad, men også mad som spises i de øvrige nordiske lande. Mange spiser til dagligt det lufttørrede kød fra fisk, får og hvaler. Man spiser også i nutiden kød fra de tre stadier i tørringsprocessen ("visnet" - lettørret, "ræst" - halvtørret og (hel)tørret), men også i fersk tilstand. Visnet og ræst kød og fisk må koges, mens tørret fisk, kød og hvalkød spises som det er, oftest sammen med kogte kartofler, skærpekød spises ofte som pålæg på rugbrød eller "drýlur", tørsaltet spæk af grindehval spises ofte sammen med tørret eller kogt grindekød ("tvøst"), med tørret fisk eller ræst fisk. Tørsaltet spæk gemmes mørkt i salt og kan holde sig i lang tid. Det tørrede kød spises, som det er. Normalt er lammekød, som hænges op at tørre, efter slagtningsperioden omkring slutningen af september og til cirka midten af oktober, tørt omkring sidst i december – januar. En delikatesse er "garnatálg", som kun skal fermentere i tre måneder. Indholdet er tilberedte indvolde pakket i mavenettet og lukket så grundigt inde, at det er som en vakuumpakning. Den færdige garnatálg skæres i skiver, smeltes på en pande og spises som sovs til ræstfisk.
Det er meget forskelligt, hvad folk spiser til højtider. Nogle spiser f.eks. ræstfisk og "speril" juleaften, mens andre spiser and eller ræstkjøt.

## Historie
Lige siden de første bosættere ankom til Færøerne for over tusind år siden, har det færøske folk jaget og dræbt harer, får, hvaler, fisk og andre dyr. At være en isoleret øgruppe i det nordlige Atlanterhav har betydet, at færingerne altid har lagt vægt på at spise, hvad der fandtes i naturen omkring dem. De lærte også at gemme og opbevare så meget som muligt til hårde tider. 
Den oprindelige mad på Færøerne kom for det meste fra øernes dyrebestand, hovedsagelig fra får i udmarken, fugle i fuglefjeldene, havets fisk og  hvaler. Klimaet er ikke det bedste til dyrkning af korn, grøntsager, frugt o. l., og grøntsager og frugt har ikke haft den store betydning, men korn har haft stor betydning til bagning af brød og til fodring af husdyrene. Først i slutningen af det 19. århundrede blev kartofler almindelige, selv om folk længe havde kendt til dem. I stedet kogte de færøske kålroer til f.eks. middagsmaden. Før i tiden fik færinger C-vitaminer hovedsagelig fra rabarber og en lignende plante som kaldes kvonn, disse vokser godt på Færøerne, rabarber dyrkes stadig til eget brug men kvonn er ikke almindelig længere. D-vitamin fik og får færinger stadig fra fede fisk og fra hvalspæk.
Alt fra et slagtet får blev udnyttet. Foruden kødet brugte man hoved, fødder, lever, lunger, hjerte og vom samt blodet (med et fælles ord kaldet avroð). Det er forskelligt, hvor meget folk bruger af fårene i dag, fødderne bruges ikke, men ude på de små øer og bygder, hvor man ikke har høj indkomst, bruges stadig det meste af fåret til mad. Vedrørende grindehvaler, så spiste færinger før i tiden også lever, nyrer mm. af hvalen, men forskning har vist, at disse indeholder alt for høje mængder af giftige stoffer, forårsaget af forurening fra de industialiserede lande, at det frarådes at spise disse. Hvalkød og spæk indeholder også f.eks. kviksølv, men det spises alligevel. Færøernes veterinære og madvaremyndigheder, Heilsufrøðiliga Starvsstovan, anbefaler, at folk ikke spiser hvalkød for ofte, kun ca. engang om måneden, at piger og kvinder ikke spiser spæk overhovedet indtil de har fået de børn de skal have, og at gravide og ammende kvinder ikke spiser hverken hvalkød eller spæk.
Før i tiden blev der morgenmaden på kongsgårdenet bagt runde usyrede brød drýlur. Hertil blev der ofte serveret tørret fårekød skåret i tynde skiver. Morgenmaden kunne  også bestå af brød og mælk og ofte resterne fra den foregående dags aftensmad.
Mellem 14.00 og 15.00 blev der serveret "døgurði" (varm frokost), som oftest var kogt fisk, tvøst og spik, eller havfugle. Siden introduktionen af kartofler har de været tilbehør.
Aftensmaden kunne være vælling. Når en ko havde kælvet, fik man en råmælksbudding. Der var ikke brød til aftensmaden, i stedet blev der spist tørret fisk med suppe.

## Vigtigste egne næringskilder til det traditionelle køkken
- Fiskeri (både kystfiskeri og havfiskeri)
- Får, køer- mælkeprodukter
- Gæs og høns
- Færøernes fugle: alk og mallemuk, før også lunde (den er indtil videre fredet)
- Kød og spæk af grindehval, til tider også af andre hvalarter
- Kartoffel, kålroe og rabarber

Desuden jages sneharer, som blev indført 1855 fra Norge. I dag er der en vildtlevende bestand på ca. 5.000, som jages i november og december.

## Konserveringogfermentering
De fermenterede og tørrede madvarer kan kun fremstilles på grund af Færøernes høje og meget saltholdige luftfugtighed.
Selv i dybfryserens tidsalder bliver fisk, fåre- og hvalkød hængt til lufttørring i den traditionelle færøske hjallur, et træskur med luftgennemstrømning, hvor man også konserverer færdiglavede specialiteter ved lufttørring. Færingerne lufttørrer den største del af egen fårekødsproduktion.
Efterårets vejr har indflydelse på, om tørringsprocessen lykkes, og kødet dermed får den rigtige smag. Vejret må ikke være for varmt, da fluerne så kan lægge æg og kødet derved bliver ødelagt af maddiker. Lufttørringen kan deles op i tre trin: Visnað (“visnet”), ræst (halvtørret/lagret) og tørret. Processen “Visnet”, varer kun få dage,og benyttes overvejende til tørring af fisk.
Når fårene er slagtet til oktober, hænges de op et vindfyldt sted, eller i er skur med gennemstrømning af saltet havluft. Ved juletid har de tre måneders udtørring i den særligt tørre luft med et relativt højt indhold af salt forvandlet det ferske kød til ræst. Herefter koges kødet for at kunne spises, og suppen kogt på kødet serveres i samme måltid. Hvis vind og temperaturer er til det, kan kødet i form af køller hænge videre, og efter yderligere tre til fem måneder er kødet blevet til skærpekød.
Mælke- og eddikesyrebakterierne har nu nedbrudt proteinerne inde i kødet så kraftigt, at man kan spise kødet uden yderligere forarbejdning, og den rige svampevækst i form af Penicillium roqueforti, der sidder på ydersiden, bidrager med yderligere smag til det kraftigt smagende møre mørke kød.
Ræst betyder fermentering og er navnet på en af de klassiske måder at lave mad på, på Færøerne. Her lufttørres kød og fisk udendørs, hvilket giver en helt særlig smag. Selvom der ikke er behov for traditionelle metoder i dag, så anvendes de stadig, og så passer brugen af naturen i madlavningen godt til færingernes filosofi og livsstil.
- Ræstur er velhængt, halvtørt kød eller fisk i starten af gæringsprocessen.
- Skarpræstur eller på dansk skærpekød er ekstra velhængt fårekød, der efter ca. 6-9 måneders lagring har en speciel streng smag, som udefrakommende lige skal vænne sig til.
- Bleytræstur er kød, der kun lufttørres i kort tid – betegner normalt en tidlig periode af tilberedning af lufttørret fisk.
- Garnatálg er en færøsk fårespecilitet. Tarmfedtet formes til en stor oval klump, som lufttørres. Den færdige garnatálg skæres i skiver, steges på en pande og spises som tilbehør til restfisk.

Slagtede får bliver ophængt i ét stykke. Slagtede fugle og fisk bliver ophængt parvis på en tørrestang. Grind skæres i aflange kødlunser (som kaldes likkjur i flertal, likkja i ental, grindalikkja) og bindes rundt om en tørrestang ofte udendørs under et tagudhæng.

### Risiko ved lufttørring
Det er vigtigt at fluerne holdes på afstand, især i mildt vejr om efteråret, da man ellers risikerer at få maden spoleret af maddiker.
- For mange minusgrader – den ønskede proces afbrydes
- For mange plusgrader – kødet bliver harsk
- Spyflue – dens æg fordærver kødet.

## Fisk
Helleflynder, havtaske, makrel, og torsk, som lever i farvandene omkring Færøerne, har en fremragende kvalitet. Friskfangede fisk kan købes i butikkerne i de store byer. Ellers kan men købe fiskenes direkte fra bådene, eller fås gratis fra familie og bekendte, da det er gammel færøsk tradition, at fødevarer ikke sælges.
- Fiskaknettir er fiskeboller tilberedt af torskekød og kogt sammen med fårefedt. En specialitet er rognaknettir, tilberedt af rogn.
- På fiskebollerne koges også en suppe, kaldet knettasúpan.
- En suppe af friskfangede fisk hedder fisksúpan.
- Fiskefrikadeller hedder frikadellur eller fiskabolli.
- Fiskakøka er en fiskekage, der ligner budding.

### Færøske fiskearter
- Hýsa er kuller,
- høgguslokkur er blæksprutte,
- kalvi er helleflynder,
- kongafiskur er rødfisk,
- laksur er laks,
- makrelur makrel,
- seiður er sej,
- sild
- toskur er torsk
- tunga er Rødtunge.

En af de færøske delikatesser, som har fundet vej til gourmetrestauranter udenfor Færøerne, er de gigantiske Jomfruhummere, jomfruhummere. Andre specialiteter er hummer, rejer, søpindsvin, kongekrabbe, konksnegl, krebs og utallige former for muslinger, bl.a. kammuslinger, albueskæl, blåmusling og knivmuslinger .

## Grønsager
Den færøske ordbog indeholder mange søgeord relateret til kartoflen (epla), herunder forskellige retter, der falder ind under begrebet eplamatur (kartoffelmad). Her nævnes eplasúpan (kartoffelsuppe) og eplasalat (kartoffelsalat), foruden den sædvanlige funktion som tilbehør til kød og fisk. Mange familier i bygderne får deres egne kartofler fra deres egen mark, eplabøur. Høsttidspunktet falder i august.
Der dyrkes også majroer, rødbeder, radise, kålrabi, gulerødder og jordskokker. Pyntegrønt kommer fra krydderurter som kvan og skovsyre samt vilde planter som strandarve, engkarse og rensdyrlav.
De færøske rabarber (rabarba) spiller en anden vigtig rolle. Den dyrkes i rabarbugarður, den lokale rabarberhave. I modsætning til de rabarber, der findes på kontinentet, er den stort set fri for oxalsyre. Rabarbugreytur (rabarbergrød) er en populær dessert, og rabarbusúltutoy (rabarbermarmelade) hører til på det færøske morgenbord. En rabarbersuppe kaldes rabarbusuppa.

## Grind
Grindehvalen, og i mindre antal hvidskævinger springere (se Grindedrab), har altid været en vigtig færøsk næringskilde. Før i tiden, efter dårlige vejrperioder, hændte det ofte, at de slagtede grindehvaler gjorde, at der var mad nok til hele vinteren.
Hvalkød har traditionelt været en vigtig del af færingernes kost, men hvaler indeholder i dag så meget kviksølv, at sundhedsmyndighederne advarer om at man ikke skal spise hvalkød dagligt, helst ikke mere end højst engang om måneden. Gravide kvinder frarådes helt at spise hvalkød og spæk og kvinder i den fødedygtige alder skal helst spise så lidt som muligt. En undersøgelse fra 2013 hvor 200 tilfældige kvinder under 40 år blev spurgt, hvor ofte de spiste hvalkød og spæk viste, at 47 % spiser hvalkød og spæl enten aldrig eller meget sjældent. Kun 17 % svarede, at de spiste det mere end en gang om måneden, og ingen svarede at de spiste det ofte.
- Tvøst og Spik er grindehvalkød og spæk. Hvalkødet hænges udendørs op for at tørre. Når den er hængt til tørre, er det skåret i lange skiver, og derefter hængt under et tag, for at beskytte det fra regnen. Hvalspæk er meget nærings- og vitaminrigt – samtidig et gratis produkt, der sjældent handles, men fordeles mellem de ca. 16.000 private husholdninger på Færøerne.
- Tvøst er grindehvalkød og spæk. Hvalkødet hænges udendørs op for at tørre. Når den er hængt til tørre, er det skåret i lange skiver, og derefter hængt under et tag, for at beskytte det fra regnen
- Spik er hvalspæk som er meget nærings- og vitaminrigt – samtidig et gratis produkt, der sjældent handles, men fordeles mellem de ca. 16.000 private husholdninger på Færøerne.
- Saltgrind er kogt og saltet grindekød, der ofte spises med kartofler og sennep som tilbehør.
- Grindabúffur er en grindehvalbøf, som almindeligvis serveres med brun sovs og kartofler til.

Hammershaimb skrev 1891 i sine erindringer:
”Grindehvalen har en stor betydning for indbyggerne. De store mængder af kød giver rigelig næring i frisk, tørret og saltet tilstand, således at et godt grindeår betød, at man aldrig gik sulten i seng og altid fik afvekslende næringsrig mad på bordet."
Det kan aldrig forudsiges, hvornår der kommer grind. Færingerne må vente, til hvalerne kommer i nærheden af fjordene og derefter jage dem ind på sandbredden i bunden af fjorden på en af de ca. 23 godkendte hvalbugter. Grindekød og spæk er også i nutiden værdsat som en vigtig del af det færøske køkken.

## Søfugle
Den traditionelle fuglefangst med fleygastong (lang stang med ketsjer) praktiseres også i mindre omfang i nutiden. Når mallemukkens unger forlader reden, er de så fede, at de ikke endnu er flyvedygtige og bliver derfor liggende i havet i nogle dage, hvor de derfra kan fanges med ketcher direkte fra bådene i august/september. Mallemuk-ungerne (kaldes havhestaungar i det nordlige Færøerne, i Suðuroy for nátaungar) kan enten koges eller steges. Det er almindeligt, at spise drýl (en slags brød, som først steges på en pande, og derefter bager i ovnen) sammen med malemukungerne, mens de også kan serveres med kogte kartofler til. Drýlur laves af hvedemel eller af rugmel, på Suðuroy er det mest almindeligt med fínadrýl (hvedemels-drýl), mens det nordenfjords er mere almindeligt med rugdrýl. Mallemukker, lomvie og søfuglenes æg er en vigtig del af råvarerne til det færøske køkken. Havfuglen Lunde, som yngler på Færøerne, specielt på øen Mykines og Mykineshólmur, har traditionelt været en vigtig del af den færøske kost. Lunden i Mykines blev fredet foreløbig i 2012. Det blev besluttet på "grannastævna", af de lokale på øen og folk med tilknytning til øen og sysselmanden for området. Beslutningen skal revurderes hvert år efterfølgende. I 2013 var lunden fredet i Nólsoy, Mykines, Skúvoy, Suðuroy og Lítla Dímun. I 2014 blev det besluttet at forlænge fredningen af lunde i Mykines, selv om der nu var flere lundeunger at se i hulerne.
Andre fuglearter, som ikke er fredet, må kun fanges fra oktober til januar, mens ungfuglene må fanges i juli måned. Se også Færøernes fugle.

## Øl, alkohol og sodavand
Föroya Bjór i Klaksvik er det eneste bryggeri på Færøerne siden 2007. Bryggeriet blev grundlagt i 1888 og er dermed en af de ældste virksomheder på Færøerne. 2016 kom den første flaske af Einar´s Akvavit på markedet, og i oktober samme år den førte whisky. Bryggeriet producerer også den største del af Færøernes sodavand.

## Kager og desserter
De færøske kager og desserter er overvejende kopieret fra Danmark. Søde sager importeres overvejende fra Danmark og England.

## Gastronomi
Før i tiden fandtes restauranter stort set kun på hoteller på Færøerne. Hotel Hafnia og Hotel Føroyar er stadig kendt i Tórshavn for deres færøske specialiteter. I de senere år er der åbnet flere og flere gastronomi-restauranter. Fastfood-restauranter tilbyder færøske specialiteter. Hotdoggen serveres f.eks med rødkål, som man generelt undgår i Danmark. I 2017 blev restauranten Koks tildelt Færøernes første Michelin-stjerne. En af de andre nye restauranter er Ræst i Tórshavn, der serverer traditionelle færøske retter. På menuen er blandt andet fermenteret torsk, fermenteret lammeindvolde og fermenteret tyktarm på surkål, sennep og croutoner.
Der arrangeres såkaldte "Færøaftener" for turister, hvor der udover folkloristiske forestillinger er typisk færøsk mad. Flere turister deltager i betalte private familiemiddage. Uden for Færøerne er der kun de færøske huse i København og Aarhus som serverer overvejende færøske retter.

## Embla priser
I august 2017 vandt færinger 3 Embla-priser ud af syv kategorier. Embla er en fælles nordisk madpris, der blev uddelt for første gang i 2017. Den færøske kok Leif Sørensen vandt for Fish Chips i kategorien Nordisk madhåndværker 2017. Dímunargarður vandt prisen for Nordisk råvareproducent 2017. Heimablídni vandt i kategorien for Nordiske maddestination 2017.

## Galleri
- Nedlagte færøske sneharer i vinterdragt
- Færøsk hare i sommerdragt
- Fårehoved, en færøsk specialitet
- Færøsk kul og brændekomfur i Gásadalur
- Tvøst og spæk, samt tørret fisk og kogte kartofler.
- Færøsk lammerullepølse
- Tvøst er tørret kød fra langluffet grindehval.